# Stazzo (Acireale)
Stazzo (Stazzu in siciliano) è una frazione del comune di Acireale, nella Città metropolitana di Catania.

## Geografia fisica
Si trova tra Santa Tecla e Pozzillo, sulla costa a nord del capoluogo comunale da cui dista circa 8 chilometri.

## Storia
La presenza del borgo è attestata a partire dal XIX secolo, quando iniziò a sorgere su un terreno occupato dal Bosco d'Aci. Il termine Stazzo deriva probabilmente dal latino statio, con riferimento al luogo in cui riposavano le navi. In alternativa, potrebbe derivare dal siciliano stazzuni ("fornace", forno in cui si cuociono i mattoni); poiché nel territorio del centro sono ancora presenti alcuni di questi forni oramai in disuso (uno di questi si trova adiacente alla pizzeria "La Fornace"), non è peregrino ritenere che anticamente qui si lavorassero i laterizi e il nome di Stazzo derivi dalle tante fornaci presenti nel territorio.
Già a partire dagli inizi del XVI secolo, attorno al porto naturale della frazione, già denominata "Cala dello Stazzo", vi era la presenza di un'osteria e di alcune case, quale testimonianza di un primo insediamento, come affermano alcuni autori che, su commissione del reame di Spagna, si erano prodigati in una minuziosa descrizione della costa ionica siciliana per verificare i punti maggiormente vulnerabili alle incursioni dei pirati saraceni.

## Monumenti e luoghi d'interesse

### Architetture religiose
- La chiesa locale, dedicata a san Giovanni Nepomuceno, è sita in piazza Mantova: è stata aperta al culto nel 1908 ed elevata a parrocchia nel 1921. La precedente chiesa, di origine seicentesca, anch'essa dedicata al santo boemo, sorgeva nell'attuale estremità sud della piazza. Fu abbattuta negli anni cinquanta del XX secolo. Il culto di san Giovanni Nepomuceno fu introdotto dai religiosi che frequentavano la borgata marinara nel periodo estivo, provenienti dalla città di Acireale, ove era presente una chiesa dedicata al santo, in via Galatea. La fantasia popolare della borgata sulle origini del culto, rifacendosi all'omologa storia boema sul martirio del santo, che vedeva il suo corpo recuperato intatto nelle acque di un fiume, narra che il simulacro di san Giovanni Nepomuceno fosse stato portato su una barca di pescatori i quali avevano precedentemente giurato di donare la sacra icona alla comunità del primo luogo di approdo in cui sarebbero giunti.
- Sul porto è collocata una stele alta circa 20 metri, dedicata alla Madonna del Buon Riposo, che ospita anche una lapide per i caduti delle due guerre nativi del borgo.

### Aree naturali
La spiaggia di Stazzo si caratterizza per le nere scogliere rocciose, intervallate da numerosissime calette, di cui la principale, attorno a cui è sorto il paese, è proprio la cala dello Stazzo. Alcune delle calette, proprio per la contiguità l'una all'altra hanno dato il nome alla contrada Cale, suddivisa territorialmente fra Stazzo ed il vicino borgo di Pozzillo: è anche qui, assieme alle passerelle presenti sul lungomare, che nella stagione estiva si concentrano i bagnanti.

## Società

### Tradizioni e folclore
La festa in onore di San Giovanni Nepomuceno si celebra la seconda domenica di agosto e vede, oltre alle celebrazioni liturgiche, una processione serale.
Un altro evento folcloristico che attira tutte le estati i curiosi locali e non, è quello dello Scherzo del Pesce. La tipica pantomima e farsa durante la quale i pescatori locali inseguono un pesce spada, lo riescono quasi a catturare ma alla fine li porta ad affondare con la loro imbarcazione.

## Economia
La frazione è una stazione turistico-balneare di importanza locale.

## Infrastrutture e trasporti

### Porti
Il porto di Stazzo, localmente denominato u scalu ("lo scalo"), avente sede nella spiaggetta lavica antistante la chiesa, protetto in parte da scogliere naturali (il cosiddetto Lanzaturi) in parte dal prolungamento artificiale innestato su queste scogliere, costruito sulla fine degli anni 1980, che ha esteso il braccio del porto nella direzione sud, ampliando il precedente bacino portuale naturale. Un altro porticciolo, maggiormente utilizzato dai pescatori, prende il nome di Unna, a motivo della sua forma di naturale bacino, favorevolmente protetto dal mare. Entrambi i porti, a motivo della loro conformazione, offrono una discreta protezione contro i venti ed i marosi provenienti dal nord o terranei, cui contrasta una scarsa adeguatezza come riparo contro i venti di est, sud-est e sud.